# Alice Sabatini
Alice Sabatini és una jugadora de bàsquet i model italiana nascuda a Montalto di Castro el 1996. Juga al basquetbol professional a l'equip Santa Marinella Basket de la Serie A2. Estudia a la Facultat de Química i Tecnologia Farmacèutica. El 2013, al concurs Miss Grand Prix va guanyar el títol de Miss Tisanoreica. El 21 de setembre de 2015 va guanyar el certamen de Miss Itàlia en la seva 76a edició.